# Antoine Hilarion de Beausset
Pour les articles homonymes, voir Bausset.
Antoine Hilarion de Beausset dit le « chevalier de Beausset » (1725- 21 décembre 1790), est un officier de marine français du XVIIIe siècle. Officier général pendant la guerre d'indépendance des États-Unis, il parvient au grade de lieutenant général des armées navales en 1784. Commandeur de l'ordre royal et militaire de Saint-Louis, il est également président du Conseil de la marine.

## Biographie

### Origines et famille
Antoine Hilarion de Beausset descend de la famille de Bausset de Roquefort, une famille noble d’origine provençale. Elle était alliée aux familles Aymar, de Barbentane, de Clapiers, de Marbeuf, de Saboulin Bollena et de Thomassin de Saint-Paul ; et compta des officiers et des hommes d’Église. Il est le deuxième fils de François de Bausset et de Marie Mayossau Fortune. De cette union naissent trois fils et une fille :
- Mathieu Nicolas de Bausset[2]
- Antoine Hilarion de Beausset
- Louis Sauveur Hipolythe de Beausset, dit - lui aussi - le « chevalier de Bausset », est lieutenant-colonel du régiment de grenadiers royaume de Bourgogne et major du fort Saint-Jean à Marseille.
- Marie Théodore de Bausset, mariée à noble Claude François de Causse, seigneur de Serviés Vallongue.

### Carrière dans la Marine royale
Antoine Hilarion de Beausset entre jeune dans la Marine royale. Il n'a que treize ans lorsqu'il intègre une compagnie de garde de la Marine le 5 mai 1738. Il est promu au grade d'enseigne de vaisseau en 1743 puis à celui de lieutenant de vaisseau en 1754.
Il sert pendant la guerre de Sept Ans et reçoit une commission de capitaine de vaisseau en 1762. Au début de la guerre d'indépendance des États-Unis, monté sur Le Glorieux, il s'empare, sous les ordres de La Touche-Tréville (qui commandait Le Neptune), d'une frégate-corsaire anglaise nommée Hercule.
Promu au grade de chef d'escadre le 4 mai 1779, il fait partie de la flotte placée sous les ordres du comte d'Orvilliers, il arbore son pavillon sur le Glorieux. Cette armée sort de Brest en juillet 1779 pour se joindre dans la Manche à l'Armada espagnole commandée par l'amiral Córdova. Dans cette flotte combinée de soixante-six vaisseaux, il commande l'une des divisions de l'avant-garde, commandée par le comte de Guichen.
Le 9 août, à la hauteur du cap Saint Vincent les escadres réunies d'Espagne et de France aux ordres de don Córdova et de Beausset ayant avec lui Suffren attaquent et entourent un grand convoi anglais de soixante quatre bâtiments, mettent l'escorte en fuite et s'emparent de tout le convoi à l'exception de deux navires. Si de Beausset est accusé personnellement de n'avoir pas chassé avec assez de vigueur il n'en est pas de même de Suffren qui, avec son vaisseau le Zélé, prend douze bâtiments anglais et en amarine quatre.
Fin janvier 1780, à la tête de quatre vaisseaux français, il quitte Brest, en compagnie d'une flotte espagnole commandée par le lieutenant général don Miguel Gaston, rappelée en renfort à Cadix après l'attaque de l'amiral Rodney sur les vaisseaux espagnols se trouvant dans ce même port. La flotte franco-espagnole atteint Cadix le 13 février. Il y reste jusqu'au mois de mai, lorsqu'une flotte combinée placée sous les ordres de Beausset et de l'amiral Córdova tente une sortie. Fait commandeur de Saint-Louis, par brevet du 25 août 1782, il reçoit une pension de 3 000 livres sur le budget de l'ordre.
Le 20 octobre 1782, alors que les armées franco-espagnoles assiègent Gibraltar depuis deux ans sans succès, il est à la bataille du cap Spartel. Il monte, à cette occasion le Royal Louis, le vaisseau amiral de la flotte du Levant, avec pour capitaine Verdun de la Crenne. Il est promu lieutenant général des armées navales le 20 août 1784.
En mai 1790, il refuse de céder le fort Saint-Jean à la municipalité de Marseille. Le lendemain, il est saisi, massacré par la foule, sa tête brandie au bout d’une pique.
Sa mort sera qualifiée « d’accident fâcheux » par la municipalité.
Il meurt le 21 décembre 1790, âgé de 65 ans[réf. nécessaire]. Il est enterré en la cathédrale Sainte-Marie-Majeure de Marseille.

### Sources et bibliographie
- Meslin, Mémoires historiques concernant l'ordre Royal et militaire de Saint-Louis et l'institution du mérite militaire, Paris, Imprimerie Royale, 1785, 342 p. (lire en ligne), p. 206.
- Sélim Ernest Maurin (dir.), Répertoire des travaux de la Société de Statistique de Marseille, vol. 31, Marseille, 1870 (lire en ligne), p. 60.
- Onésime-Joachim Troude et Prosper Levot, Batailles navales de la France, vol. 2, Paris, Challamel ainé, 1867 (lire en ligne), p. 32, 66, 67 et 132.
- Les papiers personnels d'Antoine Hilarion de Beausset sont conservés aux Archives nationales sous la cote 597AP : Voir la notice dans la salle des inventaires virtuelle des Archives nationales